# Brahim Lahlafi
Brahim Lahlafi (* 15. April 1968) ist ein französischer Langstreckenläufer marokkanischer Herkunft.
1995 war er Fünfter bei den Crosslauf-Weltmeisterschaften und 1998 Zweiter bei den Afrikameisterschaften im 3000-Meter-Lauf.
Kurz vor den Olympischen Spielen 2000 stellte er mit 12:49,28 min seine Bestzeit über 5000 m auf. In Sydney folgte dann der größte Triumph seiner Laufbahn, als er über ebendiese Distanz hinter Million Wolde (ETH) und Ali Saïdi-Sief (ALG) eine olympische Bronzemedaille errang.
2002 erwarb er die französische Staatsbürgerschaft. 2007 versuchte er ein Comeback im Straßenlauf. Den Erwartungen, die seine Halbmarathon-Zeit von 1:01:00 h geweckt hatte, wurde er aber kurz darauf beim Paris-Marathon nicht gerecht, den er mit 2:15:09 h als Dreizehnter beendete.